# Pokój w Brömsebro
Pokój w Brömsebro – traktat pokojowy podpisany 13 sierpnia 1645 w Brömsebro na południu dzisiejszej Szwecji, kończący wojnę duńsko-szwedzką z lat 1643–1645, zwaną również wojną Torstensona.

## Geneza
Wojna pomiędzy Królestwem Danii i Norwegii a Królestwem Szwecji, tocząca się w latach 1643–1645, jest zazwyczaj uznawana za fragment znacznie większego konfliktu zbrojnego – wojny trzydziestoletniej. Bezpośrednią przyczyną jej wybuchu był atak szwedzki na Danię, wywołany dążeniem do zmniejszenia wpływów duńskich na Półwyspie Skandynawskim, a także podniesienie ceł sundzkich przez duńskiego króla Chrystiana IV. Szwedzi szybko opanowali Jutlandię i Skanię. Ze względu na dwie porażki w bitwach morskich w Zatoce List oraz w Zatoce Kilońskiej Szwedom nie udało się jednak przeprawić na Wyspy Duńskie.
Ze względu na brak możliwości dalszej walki i znaczną przewagę floty szwedzkiej, która została wsparta przez Holendrów, król duński zwrócił się do strony szwedzkiej z prośbą o zakończenie konfliktu. Wcześniej, w sierpniu 1644 roku odrzucił propozycję przeprowadzenia rozmów pokojowych w Westfalii przy udziale mediatorów francuskich i holenderskich. Później jednak zgodził się na pertraktacje na granicy duńsko-szwedzkiej. Jako miejsce prowadzenia rozmów wybrano wieś Brömsebro, położoną w pobliżu Kalmaru, na granicy należącej wówczas do Danii prowincji Blekinge i szwedzkiej prowincji Smalandia. Negocjacje rozpoczęły się w lutym 1645 roku. Stronę szwedzką reprezentowali kanclerz Axel Oxenstierna, Mattias Soop, Johan Skytte oraz Ture Bielke. Johana Skytte, który zmarł w marcu 1645 roku zastąpił Ture Sparre. Na czele duńskiej delegacji stał natomiast Corfitz Ulfeldt.

## Postanowienia
Na mocy traktatu pokojowego, podpisanego 13 sierpnia 1645 roku, król duński zobowiązał się do przekazania Szwecji prowincji Jämtland i Härjedalen, a także wysp Gotlandii i Ozylii. Pod zarząd szwedzki na 30 lat trafić też miała prowincja Halland. W praktyce jednak Szwedzi ziem tych nigdy Danii nie zwrócili. Ponadto wszystkie szwedzkie statki zostały zwolnione z ceł sundzkich. Zarówno Duńczycy, jak i Szwedzi zostali natomiast zwolnieni z ceł na Łabie. Pokój w Brömsebro zezwalał również szwedzkiemu królowi na transport żołnierzy przez cieśninę Sund. Zastrzeżono jednak, że ich liczba nie może przekraczać 1200, zaś strona duńska musi zostać o takim transporcie poinformowana na trzy tygodnie przed jego przeprowadzeniem.
Ze względu na wsparcie dyplomatyczne, jakiego podczas wojny udzieliły Szwecji hanzeatyckie miasta Hamburg, Lubeka i Brema, one również zostały uznane za strony traktatu pokojowego. Podczas osobnych rozmów zobowiązano duńską administrację do zwolnienia z ceł miasta Glückstadt oraz uznania autonomii Hamburga. Niemniej duńscy królowie zachowali jednak pretensje do przejęcia kontroli nad niemieckim miastem aż do 1768 roku.

## Znaczenie
Pokój w Brömsebro był pierwszym z serii traktatów, które stopniowo ograniczały wpływy Królestwa Danii i Norwegii w regionie. Na jego mocy Korona duńska utraciła rozległe obszary na Półwyspie Skandynawskim o dużym znaczeniu strategicznym. Jednocześnie duńska administracja utraciła istotne źródła dochodów. Dochody z pobierania ceł sundzkich w krótkim czasie spadły z 400 tysięcy do 140 tysięcy rigsdalerów. Przyczyniło się to do znacznego wzrostu zadłużenia państwa. Sytuację pogorszył dodatkowo traktat zawarty w Kristianopel pomiędzy Danią a Holandią. Na mocy tego dokumentu zmniejszono wysokość ceł pobieranych od statków holenderskich.